# Khaled Gourmi
Khaled Gourmi, né le 18 avril 1986 à Paris, est un footballeur international algérien évoluant au poste d'ailier droit.

## Biographie
En septembre 2009, Gourmi est Transférer aux BSC Young Boys en Super League. Cependant, les blessures le limitent à seulement deux apparitions en faveur des Young Boys. Son prêt est résilié en février.
Le 19 août 2011, Gourmi signe un contrat de deux ans avec le club algérien de l'ES Sétif. Il fait ses débuts pour le club le 10 septembre 2011, en rentrant comme remplaçant en seconde partie de match, lors d'une rencontre de championnat contre le NA Hussein Dey. Avec l'ES Sétif, il joue plusieurs matchs en Ligue des champions africaine et remporte deux titres de champion d'Algérie.
En 2013, il reçoit une sélection en équipe d'Algérie A', contre la Mauritanie. Toutefois, ce match ne figure pas au calendrier officiel de la FIFA.
En 2014, il signe un contrat avec le MC Alger.

## Statistiques
| Saison                | Club                  | Championnat           | Championnat | Championnat | Coupe(s) nationale(s) | Coupe(s) nationale(s) | Compétition(s) continentale(s) | Compétition(s) continentale(s) | Compétition(s) continentale(s) | Total | Total |
| Saison                | Club                  | Division              | M.          | B.          | M.                    | B.                    | Comp.                          | M.                             | B.                             | M.    | B.    |
| 2007-2008             | FC Baulmes            | 3                     | 26          | 7           | 2                     | 0                     | -                              | -                              | -                              | 28    | 7     |
| 2008-2009             | Yverdon-Sport FC      | 2                     | 30          | 6           | 2                     | 1                     | -                              | -                              | -                              | 32    | 7     |
| 2009-2010             | Yverdon-Sport FC      | 2                     | 19          | 8           | 0                     | 0                     | -                              | -                              | -                              | 19    | 8     |
| 2009-2010             | BSC Young Boys (prêt) | 1                     | 2           | 0           | 1                     | 0                     | -                              | -                              | -                              | 3     | 0     |
| 2010-2011             | Yverdon-Sport FC      | 2                     | 19          | 1           | 1                     | 0                     | -                              | -                              | -                              | 20    | 1     |
| 2011-2012             | ES Sétif              | 1                     | 19          | 2           | 1                     | 0                     | C3                             | 1                              | 0                              | 21    | 2     |
| 2012-2013             | ES Sétif              | 1                     | 29          | 1           | 2                     | 0                     | C1+C3                          | 3+1                            | 1+0                            | 35    | 2     |
| 2013-2014             | ES Sétif              | 1                     | 24          | 7           | 2                     | 1                     | C3+C1                          | 6+3                            | 2+0                            | 35    | 10    |
| 2014-2015             | MC Alger              | 1                     | 25          | 9           | 2                     | 0                     | C3                             | 1                              | 0                              | 28    | 9     |
| 2015-2016             | MC Alger              | 1                     | 29          | 4           | 6                     | 2                     | -                              | -                              | -                              | 35    | 6     |
| 2016-2017             | Al Shahania SC        | 1                     | 13          | 2           | 0                     | 0                     | -                              | -                              | -                              | 13    | 2     |
| 2016-2017             | MC Alger              | 1                     | 10          | 0           | 1                     | 0                     | C3                             | 6                              | 0                              | 17    | 0     |
| 2017-2018             | MC Alger              | 1                     | 0           | 0           | 0                     | 0                     | C3                             | 0                              | 0                              | 0     | 0     |
| 2017-2018             | Yverdon-Sport FC      | 3                     | 2           | 0           | 0                     | 0                     | -                              | -                              | -                              | 2     | 0     |
| Total sur la carrière | Total sur la carrière | Total sur la carrière | 247         | 47          | 15                    | 3                     | -                              | 15                             | 2                              | 277   | 52    |

## Palmarès
- ES Sétif
  - Champion d'Algérie en 2012 et en 2013
  - Vainqueur de la Coupe d'Algérie en 2012

- MC Alger
  - Vainqueur de la Supercoupe d'Algérie en 2014
  - Vainqueur de la Coupe d'Algérie en 2016
  - Vice champion d’Algérie 2017